# 郭廷谓
郭廷谓（919年—972年7月16日），字信臣，五代十国时期南唐武将，后效力后周、北宋。

## 生平

### 早期仕途
徐州彭城人。父郭全义，仕南唐为濠州观察使。郭廷谓年幼即好学，擅长书法，善骑射。补殿前承旨，改濠州中门使，南唐皇帝李璟常令他视察中朝机事入奏。郭全义死后，郭廷谓被擢为庄宅使、濠州监军。

### 抵御周军
周世宗攻淮右，唐军屡败，城中很恐慌，郭廷谓与州将黄仁谨（一作黄仁谦）合计坚守。周军遣间谍送铁券到郭廷谓营寨，被郭廷谓拒绝。城中的小商贩不得意，郭廷谓担心他们逃跑，将他们置于大寺内，遣兵守卫，给他们食物，让他们制作防城工具，周军因此不能窥探城中虚实。
李璟赞叹郭廷谓的忠诚，保大十四年（956年）八月，因周军还在攻打寿州，李璟大发战船，遣林仁肇、郭廷谓救援寿州。郭廷谓和林仁肇率水陆军到下蔡，欲夺浮桥，在船上装满柴草，乘风纵火，周殿前都指挥使张永德抵御之。不久，风势倒转，唐军稍退，于是被周军所败，张永德奏捷。
保大十五年（957年）三月，紫金山之战，南唐战败，诸将多降周，只有郭廷谓以全军回守濠州，周军追不上。当时濠州守将欲弃城走，被郭廷谓阻止。当月淮水上涨，郭廷谓以水军渡淮，欲掩周军不备焚烧浮桥。周右龙武统军赵匡赞侦察得知，伏兵乱发强弩击破郭廷谓。五月，周世宗将下蔡浮桥移到涡口，命张从恩、焦继勋守之。郭廷谓对黄仁谨说：“这是濠、寿之患。对方骑兵厉害，故利于陆战；我方舟师精锐，故便于水战。这个夏天久雨，淮水泛溢，我请求借用舟兵二千，断其桥，屠其城，直抵寿春。”黄仁谨起初不肯，最终不得已而听从，郭廷谓于是轻棹衔枚到桥，麾兵砍断造桥的竹子，都烧毁了。周军大败，死者不可计，郭廷谓焚其军资粮草而还。以功被授武功殿使。周军退保定远。郭廷谓募壮士装作小商贩入定远，侦察周军多寡及守将之名。回报说：“武行德（时任武宁节度使）、周务勍。”郭廷谓认为可图，又聚集万余乡兵及五千军卒，日夜训练，依山衔枚设伏以破周军，周军大溃，斩首数百，武行德单骑脱走。周世宗追究战败责任，贬武行德为左卫上将军。当时有人以玉帛子女送给郭廷谓，郭廷谓都拒绝了，只取良马二百匹献上。郭廷谓以功被任为滁州刺史、充上淮水陆应援使（上淮巡检应援兵马都监）。李璟仍然认为恩赏不够，不久，加郭廷谓为濠州团练使，郭廷谓修缮兵甲，设置沟垒，经常表现得好像敌人到了一样。当秋，周军复至，郭廷谓上表李璟求援，说周军四临，应该卑辞请和，以固两国交情。夜间派出千余敢死之士袭周营，焚烧其头车（专门用于挖掘地道的车辆）、云梯、洞屋（一种攻城器具），周军蹂躏死者甚众。
后来援兵不至，十一月，周军到濠州城西。濠州东北十八里有滩，唐军在其上扎营，环水自守，以为周军必不能渡过。周世宗亲自攻打，命内殿直康保裔率甲士数百乘橐驼渡水，义成节度使赵匡胤率骑兵随后，于是攻克。周侍卫亲军都指挥使李重进破濠州南关城。世宗亲自攻濠州，周山南东道节度使王审琦攻陷濠州水寨。唐军在城北屯扎了数百战船，又在淮水中设立大木头以阻拦周军。世宗命水军攻之，拔起木头，焚战船七十余艘，斩首二千余级；世宗以牛皮蒙大盾攻城，赵匡赞力战，又攻拔其羊马城，又杀数百人，城中震恐。濠州刺史唐景思战死。世宗遣间谍持诏谕降郭廷谓。郭廷谓上表陈情，说自己无法以一州对抗王师，但自己世代受南唐官爵，家人在江南，如果投降怕遭族诛，想要遣人禀命于李璟，获准，周世宗也令缓攻濠州。周世宗又得知南唐有数百艘战船在泗水东侧，准备支援濠州，于是亲自率军前往迎击，并于两天后在洞口大破唐军，阵斩五千余人，俘虏两千余人。十二月，使者回报李璟准许郭廷谓投降，郭廷谓知道唐不能救自己，命录事参军李延邹起草降表。李延邹责以忠孝大义，郭廷谓虽然羞愧但已决定投降，命兵士相逼，李延邹掷笔说：“大丈夫死了罢了，终不负国为叛臣作降表！”郭廷谓斩之，将诸军聚集在营门外，南望大恸，举濠州降周，周得到濠州兵万余人、粮数万斛。
李璟体谅郭廷谓力不能支，与其他叛者不一样，没有追究他的家人。

### 效力中原
郭廷谓降周后，被拜为亳州防御使，又到山阳行宫见了周世宗，周世宗特加宴劳，赐金带、袭衣、良马及万余器皿，说：“江南诸将，惟有卿断涡口桥，破定远寨，足以报李璟的俸禄了。濠上即使李璟自己来守，又能做什么！”以其弟本州马步都校郭廷赞为和州刺史，又命郭廷谓以濠州兵攻天长军，攻克并收降其将马赟。又以郭廷谓为楼橹战棹左右厢都监，不久归谯郡。
北宋初，从征叛乱的昭义节度使李筠，再任知亳州。乾德二年（964年）被代还，改绛州防御使。两川平定后，冯瓒知梓州，被仆夫告状，四年（966年）四月，郭廷谓被召为静江军节度观察留后知梓州以代冯瓒。当地承旧政，将庄宅户、车脚户都由州将管理，养鹰鹞的百姓每天都要献上雉兔，田猎的百姓每年都要交皮革，又有乡将、都将、镇将等人惊扰乡里，郭廷谓都废除了这些。开宝五年（972年）六月，受代回朝，在都城汴京获赐宅第，不久卒。宋太祖（即赵匡胤）遣中使护理其丧事。
郭廷谓性恭谨，侍奉母亲以孝闻名，无论寒暑都束带立侍。为政恩惠仁爱，百姓称赞他。

## 家族
子郭延濬。郭廷谓兄郭廷谕，仕南唐为太子洗马致仕，宋初官至秘书监。郭廷谕子郭延泽。《续资治通鉴长编》卷三十二作郭延泽为郭廷谓子，疑为“从子”漏字。

## 评价
- 《十国春秋》论曰：郭廷谓屡挫劲敌，力穷而降，要与败主取荣者异矣。[3]

## 延伸阅读
[在维基数据编辑]
 《宋史/卷271》，出自脱脱《宋史》